# Palais de Ramsar

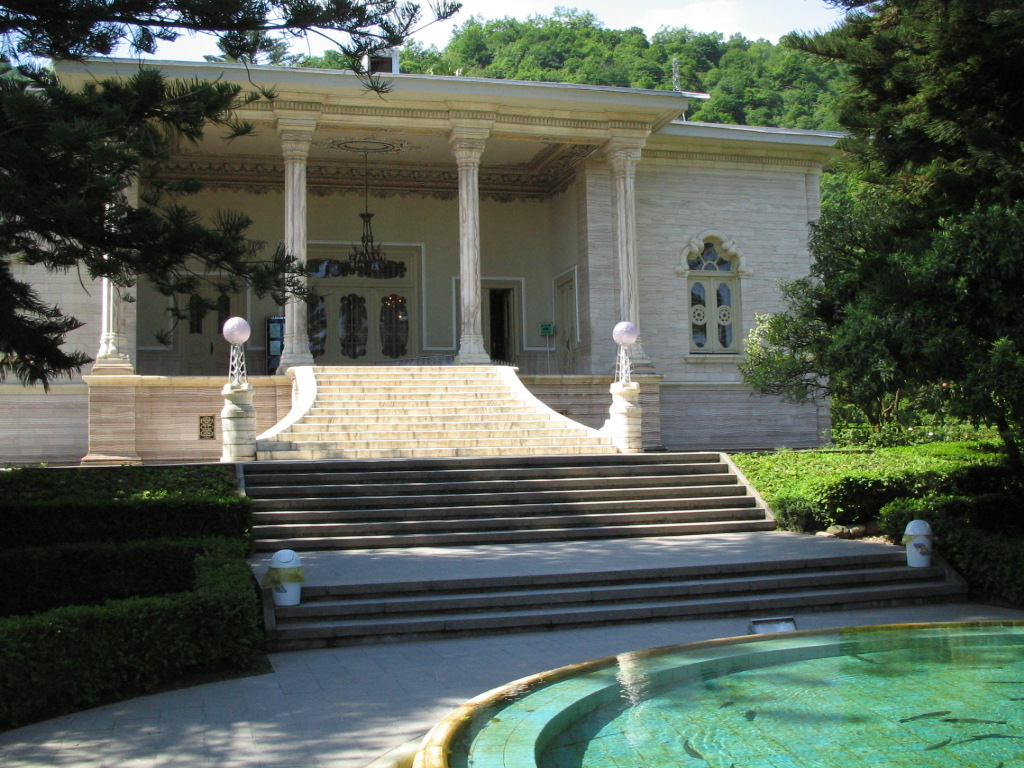
Façade du palais Ramsar

Le palais de Ramsar (ou Tamashagah khazar) est une grande villa royale située en Iran à Ramsar au bord de la mer Caspienne et qui servait autrefois de résidence d'été aux deux chahs de la dynastie Pahlavi. C'est ici que Mohammad Reza Pahlavi et sa deuxième épouse, Soraya Esfandiari, passèrent leur voyage de noces en 1951.

## Historique
L'édifice a été bâti sur un terrain de 6 hectares acquis en 1937 à côté du grand hôtel de Ramsar construit en 1934 pour la bonne société téhéranaise en villégiature. Sa surface est de 600 mètres carrés. Il est de plan rectangulaire, sans étage supérieur, avec une façade de marbre blanc. L'intérieur est décoré de tableaux de maîtres européens, de statues de bronze et de tapis persans, mais peu d'entre eux ont survécu aux pillages de la révolution islamique. D'autres œuvres d'artistes iraniens sont aujourd'hui présentées.
L'endroit est devenu un musée ouvert au public en l'an 2000.